# Rogiera stenosiphon
Rogiera stenosiphon är en måreväxtart som först beskrevs av William Botting Hemsley, och fick sitt nu gällande namn av Attila L. Borhidi. Rogiera stenosiphon ingår i släktet Rogiera och familjen måreväxter. Inga underarter finns listade i Catalogue of Life.